# Xiphichilus arcuatus
Xiphichilus arcuatus is een mosselkreeftjessoort uit de familie van de Paradoxostomatidae. De wetenschappelijke naam van de soort is voor het eerst geldig gepubliceerd in 1880 door Brady.